# Tersilochus
Tersilochus is een geslacht van vliesvleugeligen uit de familie van de gewone sluipwespen (Ichneumonidae). De wetenschappelijke naam van de soort is voor het eerst geldig gepubliceerd in 1859 door August Holmgren.
Deze sluipwespen komen vooral voor in het Holarctisch gebied en de meeste soorten in Europa. Tersilochus caudatus is de meest voorkomende soort, die over het gehele Palearctisch gebied voorkomt. Er zijn slechts enkele soorten bekend uit het Nearctisch, Afrotropisch of Oriëntaals gebied.
Van Tersilochus waren in 2014 ongeveer 65 soorten gekend. Men onderscheidt drie ondergeslachten:
- Tersilochus s. str. (40 soorten)
- Gonolochus Förster (6 soorten)
- Pectinolochus Aubert (19 soorten)

Deze sluipwespen zijn parasitoïden die zich ontwikkelen als solitaire endoparasieten in de larven van kevers en soms van motten. Slechts van enkele soorten zijn de gastheersoort(en) geïdentificeerd. T. stenocari en T. rugulosus werden bij snuitkevers (o.a. uit het geslacht Ceutorhynchus) gevonden. T. curvator is een parasitoïde van de minerende larven en cocons van de roze  purpermot Eriocrania cicatricella.

## Soorten
- T. asper Horstmann, 1981
- T. brevissimus Horstmann, 1981
- T. caudatus (Holmgren, 1860)
- T. coeliodicola (Silvestri, 1917)
- T. curvator Horstmann, 1981
- T. dentatus Horstmann & Kolarov, 1988
- T. dilatatus (Brischke, 1880)
- T. ensifer (Brischke, 1880)
- T. fenestralis (Thomson, 1889)
- T. filicornis (Thomson, 1889)
- T. fulvipes (Gravenhorst, 1829)
- T. heterocerus (Thomson, 1889)
- T. hungaricus Horstmann, 1981
- T. intermedius Horstmann, 1981
- T. jocator Holmgren, 1859
- T. lapponicus Hellen, 1958
- T. liopleuris (Thomson, 1889)
- T. longicaudatus Horstmann, 1971
- T. longicornis (Thomson, 1889)
- T. longulus (Brischke, 1880)
- T. luteicornis (Hellen, 1958)
- T. microgaster (Szepligeti, 1899)
- T. nitens Horstmann & Kolarov, 1988
- T. nitidipleuris Horstmann, 1971
- T. obliquus (Thomson, 1889)
- T. obscurator (Aubert, 1959)
- T. petiolaris Horstmann, 1981
- T. quercetorum (Strobl, 1901)
- T. rossicus Horstmann, 1981
- T. ruberi Horstmann, 1981
- T. rufovarius Horstmann, 1981
- T. rugulosus Horstmann, 1981
- T. saltator (Fabricius, 1781)
- T. similis (Szepligeti, 1899)
- T. spiracularis Horstmann, 1971
- T. stenocari (Gregor, 1941)
- T. striola (Thomson, 1889)
- T. subdepressus (Thomson, 1889)
- T. sulcatus Hellen, 1958
- T. terebrator (Horstmann, 1971)
- T. thuringiacus (Schmiedeknecht, 1911)
- T. thyridialis Horstmann, 1971
- T. triangularis (Gravenhorst, 1807)
- T. tripartitus (Brischke, 1880)
- T. ungularis Horstmann, 1981
- T. varius Horstmann, 1981